# Mayuko Fujiki
Mayuko Fujiki, född den 21 juni 1975, är en japansk konstsimmare.
Hon tog OS-brons i lagtävlingen i konstsim i samband med de olympiska konstsimstävlingarna 1996 i Atlanta.